# Balázs Sebestyén
Balázs Sebestyén  (n. 18 iulie 1977, Budapesta) este unul dintre cei mai cunoscuți prezentatori de TV și radio din Ungaria. 

## Viața Personală
Încearcă, să apere viața lui personală de presă, scopul lui este, ca să fie recunoscut mai degrabă pentru emisiunile sale realizate. În vara lui 2009 s-a căsătorit cu Viktória Horváth. Primul lor copil s-a născut pe 18 octombrie 2009 și se numește Benett.

## Carte
Prima sa carte a apărut în 2008 cu titul "Strict Confidențial", care a fost sponsorizat de firma Gast Royal.